# Sąd Najwyższy (Chorwacja)
Sąd Najwyższy (chorw. Vrhovni sud Republike Hrvatske) – najwyższy organ władzy sądowniczej w Chorwacji z siedzibą w Zagrzebiu.

## Historia i zadania
Został utworzony w 1990 roku. Do jego zadań należą:
- zapewnienie jednolitego stosowania prawa oraz równości wobec prawa;
- orzekanie w sprawie zwyczajnych środków zaskarżenia w przypadkach określonych w przepisach szczególnych;
- orzekanie w sprawie nadzwyczajnych środków zaskarżenia od prawomocnych wyroków sądów w Republice Chorwacji;
- rozstrzyganie sporów w przedmiocie właściwości w przypadkach określonych w przepisach szczególnych;
- bieżące kwestie związane z orzecznictwem;
- analizowanie zapotrzebowania na szkolenia zawodowe dla sędziów, doradców sądowych i asesorów;
- inne powierzone zadania przewidziane w przepisach.

Ze względu na swoje kompetencje Sąd Najwyższy decyduje w sprawach dotyczących istotnych problemów społecznych, budzących zainteresowanie opinii publicznej. Do takich przypadków zalicza się np. oddalenie wniosku banków o rewizję wyroku ws. kredytów udzielonych we frankach szwajcarskich czy też unieważnienie wyroku ws. Branimira Glavaša skazanego za zbrodnie popełnione w trakcie wojny w Chorwacji.

## Struktura i prezesi
Na czele Sądu Najwyższego stoi Prezes Sądu Najwyższego Republiki Chorwacji (Predsjednik Vrhovnog suda Republike Hrvatske). Jego zadaniem jest reprezentowanie Sądu, zarządzanie jego pracami oraz inne zadania określone przepisami, w tym regulaminem Sądu. Wybierany jest na wniosek prezydenta Chorwacji przez parlament, na czteroletnią kadencję. Funkcję Prezesa Sądu Najwyższego można sprawować maksymalnie dwukrotnie.
Dotychczasowi Prezesi Sądu Najwyższego:
- 1990–1992: Vjekoslav Vidović
- 1992: Zlatko Crnić
- 1992–1995: Milan Vuković
- 1995–1997: Krunislav Olujić
- 1997–1999: Milan Vuković
- 1999–2001: Marijan Ramušćak
- 2001–2005: Ivica Crnić
- 2005–2017: Branko Hrvatin
- 2017–2021: Đuro Sessa
- od 2021: Radovan Dobronić[6]

Sędziowie Sądu Najwyższego zasiadają w dwóch izbach: cywilnej i karnej. Według stanu na kwiecień 2022 zasiada w nich odpowiednio 23 i 10 sędziów. W skład struktury organizacyjnej Sądu Najwyższego wchodzą ponadto Biuro Prezesa oraz Sekretariat Sądu Najwyższego (2022).